# Mathilde Arbey
Pour les articles homonymes, voir Arbey.
Mathilde Arbey, née à Paris le 24 janvier 1890 et morte dans la même ville le 16 décembre 1966, est une peintre française.

## Biographie
Mathilde Eugénie Louise Arbey est la fille d'Alexandre Léon Arbey, marchand de meubles, et de Julie Marie Louise Petit. Elle a une sœur, Madeleine Arbey.
Elle réalise sa formation au sein de l'école des beaux-arts de Paris, où elle est élève de Jean-Paul Laurens et de Ferdinand Humbert. Ses talents se distinguent rapidement, ce qui lui permet de recevoir des bourses pour poursuivre son parcours.
En 1913, elle fait ses débuts au Salon des artistes français, y reçoit une mention honorable, devient Sociétaire, obtient une médaille d'argent en 1926, et une médaille d'or en 1930 pour Portrait de René A.. Elle présente ses créations au Salon d'Automne de 1919 à 1924. Elle participe aux salons de l'Union des femmes peintres et sculpteurs entre 1921 et 1939 (prix d'art décoratif de l'Union en 1925 ; exposition d'œuvres dépeignant les anciennes cours de Capri en 1929). En 1928, elle est la lauréate au Salon du prix Claudio Castelucho-Diana pour son autoportrait intitulé Fin de journée.
En juin 1929, elle se voit décerner le prix de la Cie Paquet. Au cours des années 1930, elle entreprend un voyage en Afrique du Nord, et séjourne au Maroc et en Tunisie. À la suite de cette expérience, elle produit de nombreuses œuvres à caractère orientaliste. Elle remporte le prix de la Cie de Navigation mixte en 1931. En 1935, elle présente ses créations, essentiellement des représentations de Marrakech, lors du premier Salon de la France d'Outre-mer. Elle réalise des illustrations pour plusieurs livres de Camille Mauclair sur le Maroc, notamment « Marrakech » en 1933, « Rabat et Salé » en 1934, « Tunis et Kairouan » en 1936. Dans les années 30, elle reçoit au moins trois prix attribués par la Société coloniale des artistes français.
Elle voyage également à Bruges, en Italie et en Espagne.
Elle expose au Salon des Tuileries en 1931.
En 1937, elle remporte une médaille d'argent à l'exposition universelle.
Elle épouse en 1941 Maurice Robert Miniot (1884-1945) et habite rue Chardon-Lagache, ou elle avait déjà installé son atelier en 1933.
Elle meurt en 1966 à l'hôpital Boucicaut, à l'âge de 76 ans.

## Tableaux
La majeure partie des œuvres de Mathilde Arbey se trouve dans des collections privées, notamment à la suite de la dispersion de son fonds d'atelier en 2007.

### Tableaux réalisés à une date connue
Classement par ordre chronologique
- Portrait de Madeleine Arbey, à 17 ans, sœur de l'artiste, huile sur toile, 129 x 160,5 cm, 1911
- Portrait de Jeanne Alix, huile sur toile, 192 x 113 cm, 1913
- Rêveries, huile sur toile, 110 x 150 cm, 1913
- La bénédiction, huile sur toile, 32,4 x 41,9 cm 1914
- Sur la grève, 1919
- Portrait de Madeleine Arbey à la campagne, huile sur toile, 1919
- Femme à l'éventail, huile sur toile, 130 x 98 cm, 1920
- L'île de Monte Christo, huile sur toile, 1925
- Vue du Patria, huile sur toile, 1925
- Autoportrait - Fin de journée, huile sur toile, 144 x 112 cm, 1928, Musée des beaux-arts de Libourne
- Les remparts à Rabat, pastel, 44,5 x 53,5 cm, 1929
- Vue de Rabat, pastel, 45 x 54 cm, 1929
- Bergers dans la palmeraie à Marrakech, fusain et pastel sur papier, 30,5 x 23 cm, 1930
- Les jardins des Oudaïas à Rabat, huile sur toile, 38 x 55 cm, 1930
- Promenade à Marrakech, crayon gras et pastel sur papier, 30 x 22,5 cm, 1930
- Un jardin dans l'Esterelle, huile sur toile, 82 x 65 cm, vers 1930
- Rasbah des Oudaïas à Rabat, huile sur toile, 38 x 55 cm, 1930
- Figures élégantes avec parasols dans un jardin, huile sur toile, dans les années 30
- A Marrakech, pastel, 54 x 37 cm, 1931
- Entrée du musée Saint-Louis à Carthage, pastel, 41 x 51 cm, 1931
- Exposition Universelle de 1931, pastel, 65 x 50 cm, 1931
- Jardin oriental, huile sur toile, 24 x 33 cm, 1931
- Le patio, huile sur toile, 1931
- Portrait de Madeleine Arbey en robe du soir, huile sur toile, 199 x 124 cm, 1931
- Tulipes à Saint Raphaël, huile sur toile, 73 x 54 cm, 1932
- Le Vert Logis, huile sur toile, 56 x 47 cm, 1932
- Les tombeaux Saadiens, pastel, 54 x 37 cm, 1932-1933
- Grand coeur (Savoie), huile sur toile, 55 x 45,5 cm, 1933
- Vue d'un paysage à travers une fenêtre, huile sur toile, 98 x 140 cm, 1935
- La place des Lices à Saint Tropez, huile sur toile, 53 x 63,5 cm, 1939
- Saint Tropez, mur ensoleillé, huile sur toile, 50 x 60 cm, 1939

### Tableaux réalisés à une date inconnue
- A l'intérieur d'un Riad, pastel
- A l'ombre des persiennes orientales, pastel, 33 x 48 cm
- Allée des Cyprès en Toscane, huile sur toile, 33 x 24 cm
- Amaryllis, huile sur toile, 81 x 54 cm
- Aplomb en méditerranée, huile sur toile, 55 x 38 cm
- Autoportrait, huile sur toile, 55 x 46 cm
- Aux pieds des remparts, pastel, 55 x 45,5 cm
- Basilique Saint Cyprien à Carthage, pastel, 55 x 46 cm
- Beaugency, huile sur toile, 33,5 x 41 cm
- Bonnieux, huile sur toile, 34 x 41 cm
- Bouquet de Tulipes, huile sur toile, 60 x 81 cm
- Bruges, huile sur toile, 45,5 x 55 cm
- Bruges, huile sur toile, 55 x 38 cm
- Canal entre les maisons, huile sur toile, 55 x 45 cm
- Chez Mathilde, huile sur toile, 64 x 82 cm
- Cimetière à Salé, pastel, 47 x 54 cm
- Coin de serre, huile sur toile, 46 x 55 cm
- Cour paysagée, huile sur toile, 50 x 69 cm
- Dans la serre, huile sur toile, 55 x 46 cm
- Dans la serre, huile sur toile, 62 x 51 cm
- Dans le souk de Marrakech, pastel, 39 x 55 cm
- De geraniums, huile sur toile, 81 x 65,5 cm
- Élégante, huile sur toile, 41 x 33 cm
- Embarquement à Salé, pastel, 52 x 42 cm
- Femme de Marrakech, dessin au pastel, 22 x 19 cm
- Femme symboliste de profil, pastel, 55 x 46 cm
- Femmes sur la terrasse, huile sur toile, 24 x 33 cm
- Figures drapées, huile sur toile, 40,6 x 45,7 cm
- Fleurs exotiques, huile sur toile
- Fontaine dans un parc, huile sur toile, 41 x 33 cm
- Forêt, peinture
- Géraniums au soleil, huile sur toile, 55 x 46 cm
- Homme de Rabat, dessin au pastel, 22 x 19 cm
- Jardin à Carthage, pastel, 44 x 53,5 cm
- Jardin oriental, huile sur toile, 30 x 24 cm
- Jardins fleuris, huile sur panneau, 24 x 33 cm
- Jeune homme à la chéchia, huile sur toile, 41 x 33 cm
- Jeunes femmes dans les jardins, Tlemcen, huile sur toile, 45,5 x 55 cm
- L'Ecluse, huile sur toile, 33 x 24 cm
- L'élégante, peinture sur panneau, 33 x 20 cm
- L'Embarquement dans un port d'orient, huile sur toile, 52 x 63 cm
- L'Entrée du Palais, pastel, 46 x 45 cm
- L'Entrée du Riad, huile sur toile, 56 x 67 cm
- La Casbah, pastel, 33 x 24 cm
- La Casbah, pastel, 34,5 x 54 cm
- La danseuse de flamenco, huile sur toile, 64 x 50 cm
- La danseuse orientale, huile sur toile, 33 x 41 cm
- La fontaine, huile sur toile, 55 x 46 cm
- La maison rose, huile sur toile, 46 x 55 cm
- La mosquée, huile sur toile
- La rue à Marrakech, pastel, 45,5 x 56 cm
- Le campanile à Capri, huile sur toile, 55 x 38 cm
- Le Gynécée, huile sur toile, 55 x 38 cm
- Le parc, huile sur toile, 70 x 140 cm
- Le Petit Dôme, huile sur toile, 33 x 24 cm
- Le perron, huile sur toile, 55 x 46 cm
- Le sentier, huile sur toile, 54 x 38 cm
- Le vieux moulin
- Lecture au salon, huile sur toile
- Lecture dans le jardin, huile sur toile, 70 x 50 cm
- Les cyprès du général, pastel, 44 x 53 cm
- Les Gorges, huile sur papier, 46 x 55 cm
- Les petits métiers, place Jemaa el-Fna, pastel sur papier collé sur carton, 54,7 x 45 cm
- Les roches rouges, huile sur toile
- Les saules sur la route, 39 x 26 cm
- Marocain, huile sur toile, 41 x 33 cm
- Médina de Tunis
- Nature morte à la coupe de fruits, huile sur toile, 54 x 65 cm
- Nature morte au livre, pastel, 45 x 55 cm
- Nature morte avec jacinthe et marguerites roses, huile sur toile, 32 x 23 cm
- Nice, 33 x 41 cm
- Nu au bord de la rivière, huile sur toile
- Palmiers et platanes, huile sur papier, 55 x 64 cm
- Patio à Alger, huile sur toile
- Patio au Musée du Bardo, Tunisie, huile sur toile, 46 x 55 cm
- Paysage à la barrière, huile sur toile, 33 x 41 cm
- Paysage à la rambarde, huile sur toile, 33 x 41 cm
- Paysage d'Italie, huile sur toile, 38 x 55 cm
- Paysage de campagne, huile sur toile, 24 x 33 cm
- Paysage de Savoie, huile sur toile, 44 x 32 cm
- Paysage des Bories, huile sur toile, 33 x 41 cm
- Paysage méditerranéen, huile sur toile, 80 x 106 cm
- Pergola au crépuscule, côté de l'Estérelle, huile sur toile, 45.5 x 54.9 cm
- Pergolas en bord de mer, huile sur toile, 54 x 71 cm
- Portrait d'une indigène, huile sur toile, 41 x 33 cm
- Position dominante, huile sur papier, 46 x 56 cm
- Rochers de Bretagne, huile sur toile, 38 x 55 cm
- Rue de Paris, huile sur toile, 46 x 56 cm
- Ruelle à Capris, huile sur toile, 55 x 33 cm
- Ruelle à Rabat, huile sur toile, 55 x 38 cm
- Ruelle à Royat, huile sur toile, 55 x 38 cm
- Ruelles à Capri, huile sur toile, 24 x 33 cm
- Ruelles à Tunis, pastel, 47 x 31 cm
- Ruelles dans la Casbah, huile sur toile, 33 x 24 cm
- Ruelle de la Casbah, huile sur toile
- Riyad sous la lune, fusain, 53 x 44 cm
- Saint-Tropez, huile sur papier collé sur panneau, 54 x 65 cm
- Saint-Tropez, huile sur papier, 55 x 65 cm
- Serre au soleil, huile sur toile, 85 x 70 cm
- Scène de marché, pastel sur papier, 46 x 55 cm
- Scène de rue, pastel, 54,5 x 37,5 cm
- Scène orientale, huile sur toile, 38 x 45,5 cm
- Sur la pelouse, huile sur toile, 73 x 60 cm
- Sur la terrasse, huile sur toile, 41 x 33 cm
- Terrasse à l'Esterelle, huile sur toile, 60 x 75 cm
- Terrasses à Rabat, huile sur toile, 45,5 x 54,5 cm
- Tunis, huile sur toile, 37,5 x 23,5 cm
- Un après-midi au Maroc, huile sur toile, 46 x 55 cm
- Un jardin ensoleillée, huile sur toile, 79 x 63 cm
- Un vieux conteur à Salé, pastel, 41 x 56 cm
- Vestiges romains en orient, pastel
- Villa fleurie à Capri, huile sur toile, 55 x 38 cm
- Villa italienne, crayon, 46 x 55 cm
- Village aux cyprès, peinture
- Village en Beauce, huile sur toile, 32 x 38 cm
- Village méditerranéen, huile sur papier, 54 x 64 cm
- Ville orientale, huile sur toile, 46 x 55 cm
- Vue d'un village, huile sur toile, 55 x 46 cm
- Vue d'une ville, huile sur toile
- Vue de Paris, peinture
- Vue de la serre de l'atelier, pastel, 32 x 44 cm
- Vue du balcon, huile sur toile, 62 x 54 cm

## Expositions rétrospectives
- 2020, Musée des Beaux-Arts de Libourne : l'exposition "La femme artiste dans l'Art" présente l'autoportrait de Mathilde Arbey[2].